# Kepler Input Catalog
Kepler Input Catalog（KIC）とは、ケプラー宇宙望遠鏡の観測のターゲットとなっているKepler Spectral Classification Program（SCP）及び約1320万個の天体が記載されているデータベースである。

## 概要
SCPは、2MASS、グリズフィルター等のスローンフィルターによって観測された。探査機が観測できるのは一部（一覧の約1/3）のみであるため、一覧のみではケプラーのターゲットの観測には使用されない。なお、全ての一覧には、21等級までの1,320万の天体が記載されているが、これらのうち、ケプラーが検知できる天体に該当するのは約450万-650万にすぎない。
KICは、探査機の観測視野に関する数少ない包括的な星表の1つである。KICは当時、ターゲットを選択するための十分な情報の一覧が存在しなかったために作成された。一覧には、質量、半径、有効温度、重力（対数）、金属量、及び減光の情報も記載されている。
KICの例としては、KIC #10227020がある。この恒星にはトランジット信号が検出されたため、KOI-730としてKepler object of interestに指定された。
ただし、惑星が確認されたKICのすべての恒星がKepler object of interestに指定されるわけではない。これは、ケプラーチーム以外の観測によってトランジット信号が検出されたことがあるためである。これらの例としては、ケプラー78bがある。
その他、KIC 8462852（TYC 3162-665-1、2MASS J20061546+4427248等とも呼ばれる）には特殊な光曲線が観測された。これは、地球外生命体によるダイソン球の可能性がある。